# Gynaikothrips ficorum
Gynaikothrips ficorum är en insektsart som först beskrevs av Élie Marchal 1908.  Gynaikothrips ficorum ingår i släktet Gynaikothrips och familjen rörtripsar. Inga underarter finns listade i Catalogue of Life.